# Aloísio Boeing
Aloísio Sebastião Boeing SCJ ou simplesmente Padre Aloísio, (Vargem do Cedro, 24 de dezembro de 1913 – Jaraguá do Sul, 17 de abril de 2006) foi um sacerdote católico dehoniano, conhecido sobretudo por sua atuação na Diocese de Joinville.
O processo de beatificação de Aloísio foi aberto oficialmente em 2013, tendo tido o encerramento de sua fase diocesana no ano de 2015. Em 23 de fevereiro de 2023, o Papa Francisco reconheceu suas virtudes heróicas, concedendo-lhe assim o título de "Venerável".

## Biografia

### Anos iniciais
O padre Aloísio nasceu no dia 24 de dezembro de 1913 (quarta-feira), em Vargem do Cedro (Santa Catarina), naquele tempo município de Imaruí, hoje pertencente a São Martinho. 
Primogênito de uma família católica alemã, foi batizado no dia 26 de dezembro do mesmo ano e crismado no dia 22 de janeiro de 1914, na Paróquia São Sebastião, Vargem do Cedro. Os seus pais João Boeing e Josephina Effting Boeing, eram de missa e terço diários. Foi nesse ambiente que Aloísio desenvolveu a sua vida e personalidade na infância: num lar de pais católicos praticantes.
Com doze anos, aos 11 de fevereiro de 1925, incentivado pelo pároco, ele saiu de sua terra natal, com mais outros três colegas, rumo ao sacerdócio.

### Formação
As etapas de sua formação deram-se basicamente em Brusque, SC e Taubaté (São Paulo). A primeira profissão religiosa aconteceu em Brusque, no dia 16 de janeiro de 1934. Os estudos de Teologia foram feitos em Taubaté, nos anos de 1938 até 1941. 
Foi ordenado sacerdote no dia 01 de dezembro de 1940 (domingo).

### Sacerdócio
Como consagrado e sacerdote, dedicou a grande parte de sua vida à formação, especialmente em Jaraguá do Sul.
Foi mestre de noviços durante 24 anos. Tornou-se um formador com fama de firme, devoto e zeloso. Tinha grande devoção à Virgem Maria. Por sua iniciativa, esse Noviciado recebeu o nome de Nossa Senhora de Fátima. Era estimado, distinguindo-se pela sua amabilidade e paternal acolhida dos alunos que o procuravam para orientação espiritual.

### Pastoral
O padre Aloísio sempre atuou no campo da pastoral. Desde o início de sua vida sacerdotal, passou também a ser procurado pelo povo, para aconselhamentos espirituais, até o fim de sua vida. Essa foi a habilidade que desenvolveu ao longo de sua vida.
Frequentemente, até de madrugada, era procurado em sua casa ou por telefone, para orientação espiritual, aconselhamento familiar e bênção da saúde. Nunca deixou de atender. No fim de sua vida, muitas vezes, doente, de cama, atendia, deitado, aos casos mais urgentes. Sentia compaixão do povo, especialmente dos doentes, idosos e pobres. Tinha um gosto especial pelo colóquio de coisas espirituais e falava horas inteiras, sem se cansar.
Em 1974, fundou a Fraternidade Mariana do Coração de Jesus, em Jaraguá do Sul, movido pelo desejo de ver um grupo de moças unidas, vivendo catolicamente. Deste então, deu a vida para a Fraternidade, acompanhando-a com sua presença e orientação.
Em 1984, o padre foi para o bairro Nereu Ramos, na cidade de Jaraguá do Sul. Ali viveu até o final de sua vida como vigário da capela do Rosário e diretor do Centro Shalom, atendendo aos que o procuravam para uma orientação, auxílio e bênção. Então, dedicou-se mais à Fraternidade Mariana do Coração de Jesus e às pessoas consagradas, que buscavam nele inspiração de vida. A Fraternidade cresceu e continua funcionando.
Fora de Santa Catarina, foi vigário em Varginha (estado de Minas Gerais).

### Morte
Padre Aloísio morreu no dia 17 de abril de 2006 (segunda-feira).
Sentindo próxima sua partida e sentindo deixar a todos que amava, disse: 
«Vocês me encontrarão na Eucaristia.»
Foi sepultado no jardim, ao lado da Igreja Nossa Senhora do Rosário, no Bairro Nereu Ramos, em Jaraguá do Sul. É um local de orações e pedidos de graças.

## Memória
Pessoas testemunham já terem alcançado graças por sua intercessão. 

Todo dia 17, de cada mês, lembrando o dia do seu falecimento, é celebrada a missa da Misericórdia, às 15h.
«Perdemos um padre muito querido, mas ganhamos um santo, no céu!» Pe. Osnildo C. Klann, SCJ

## Beatificação
O processo de beatificação foi aberto em 2013 pelo então bispo diocesano, Dom Irineu Roque Scherer. A fase diocesana foi encerrada em 2015.

## Documentário biográfico
Em 1ª de dezembro de 2020, data do aniversário de oitenta anos da ordenação presbiteral do padre Aloísio, os responsáveis pelo seu processo de reconhecimento de santidade lançaram um documentário gratuito, com duração de 0:53:40, A Santidade Cotidiana. Foi disponibilizado via YouTube.